# Volley Modena 2001-2002
Questa voce raccoglie le informazioni riguardanti il Volley Modena nelle competizioni ufficiali della stagione 2001-2002.

## Organigramma societario
Area tecnica
- Allenatore: Lang Ping
- Allenatore in seconda: Yong Li

Area sanitaria
- Medico: Piero Randelli
- Fisioterapista: Juliana Corona Mantovani

## Rosa
| N° | Nome             | Ruolo | Data di nascita   | Nazionalità sportiva |
| -- | ---------------- | ----- | ----------------- | -------------------- |
| 1  | Elena Busso      | C     | 4 gennaio 1976    | Italia               |
| 2  | Angelina Grün    | O     | 2 dicembre 1979   | Germania             |
| 3  | Daniela Ramiri   | L     | 8 aprile 1972     | Italia               |
| 4  | Manuela Leggeri  | C     | 9 maggio 1976     | Italia               |
| 5  | Antonina Zetova  | O     | 17 settembre 1973 | Bulgaria             |
| 6  | Yong Mei Wu      | S     | 1º gennaio 1975   | Cina                 |
| 7  | Neli Marinova    | P     | 27 maggio 1971    | Bulgaria             |
| 8  | Eri Homma        | L     | 4 agosto 1981     | Giappone             |
| 9  | Ilaria Tovo      | S     | 4 settembre 1973  | Italia               |
| 10 | Simona Fogalesi  | P     | 27 febbraio 1974  | Italia               |
| 10 | Federica Lisi    | P     | 4 settembre 1976  | Italia               |
| 11 | Yin Yin          | S     | 2 febbraio 1974   | Cina                 |
| 12 | Therese Crawford | S     | 26 agosto 1976    | Stati Uniti          |